# Sylvio Kroll
Sylvio Kroll född den 29 april 1965 i Lübben, Tyskland, är en östtysk gymnast.
Han tog OS-silver i lagmångkampen och OS-silver i hopp i samband med de olympiska gymnastiktävlingarna 1988 i Seoul.